# 不可化約的複雜性
不可化約的複雜性（Irreducible complexity、IC）是一種智慧設計論的主張，認為生物系統太過複雜，以致於無法由較為簡單、不複雜的祖先逐步演化、天擇而成。這樣的主張連同特殊複雜性，被創造論者作為智慧設計論的中心思想；但主流科學將智慧設計論視為偽科學，並不認同此思想。
不可化約的複雜性最早是在1993年由支持創造論的生物化學教授麥可·貝希於創造論教科書熊貓與人之間所定義。他形容不可化約的複雜性是指一種「由和諧的、互相作用的部分組合而成，並形成基本作用，移除其中任何一個部分將導致系統的作用停止。」

## 定義
“不可化約的複雜性”一詞是由Behe所創造。其定義如下：
一個系統若是由許多不同但彼此協同的部件所組成才能達到其基本功能。在任意移除其中的某個部件後，會導致系統無法運作。——《達爾文的黑箱》
智設論支持者利用此辭彙來說明生物系統和器官無法由一系列的小變動來達成。他們認為，對於具有此特性的生物系統和器官而言，它們的任何不完整的形式都將無法完好運作，或者這些機制的損傷將無法讓其通過自然選擇。儘管他們接受可以由演化論來解釋某些複雜的系統和器官，
仍宣稱現行的模式無法解釋具有“不可化約的複雜性”的器官和生物特徵。因此，必然有某種智慧設計者參與建立生命或引導演化。由此，對不可化約的複雜性的辯論主關注要在兩個問題：在自然界中是否可找到不可化約的複雜性，以及，若存在的話，其意義為何。
由Behe所給出的第二個定義為（出自他的《演化定義》）：
具不可化約的複雜性的演化途徑是指它的路徑中包含一個或多個未選擇的步驟。（即包含了一個或多個必要但又未選擇的突變）。其程度為在這條路徑中，這種步驟的數量。
智設論倡議者William A. Dembski則給了如下定義：
一個系統是不可化約的複雜性是指，它包含了一套相互配合良好的卻又無法任意單獨存在的部件。如此一來，這組部件是維持系統基本及原始的功能所不可或缺的。這些必不可少的部件則為此系統不可化約的核心。